# Jürgen Blum (Reiter)
Jürgen Blum (* 21. April 1956 in München) ist ein ehemaliger deutscher Vielseitigkeitsreiter.

## Werdegang
Blum nahm an den Olympischen Sommerspielen 1996 in Atlanta im Mannschaftswettbewerb im Vielseitigkeitsreiten mit seinem Pferd Brownie McGee teil. Zusammen mit Bodo Battenberg, Ralf Ehrenbrink und Bettina Overesch-Boeker belegte die deutsche Mannschaft den neunten Rang. Zudem konnte er eine Team-Bronzemedaille bei Europameisterschaften gewinnen.

## Persönliches
Blums Vater Gustav-Adolf Blum war langjähriger Präsident des Bayerischen Reiter- und Fahrerverbandes. Dieser kaufte 1982 das Gut Eichenhof. Jürgen Blum ist der Vater der Springreiterin Simone Blum, die 2018 bei den Weltreiterspielen die Goldmedaille im Einzel gewann.